# Agia, Larissa
Agia  este un oraș în Grecia în prefectura Larissa.